# Válur
Válur (duń. Vålen, IPA: vɔalʊɹ) – miejscowość na Wyspach Owczych, archipelagu wysp wulkanicznych na Morzu Norweskim, stanowiącym duńskie terytorium zależne. Administracyjnie znajduje się w gminie Kvívík na wyspie Streymoy. Według danych z 1 stycznia 2016 roku zamieszkuje tam 48 osób.

## Położenie
Miejscowość znajduje się w północno-zachodniej części wyspy Streymoy, nad zatoką, odchodzącą od cieśniny Vestmannasund, która oddziela Streymoy od Vágar. Na północy graniczy przez rzekę Heljareygá z Vestmanną. Od wschodu i południa od wsi znajdują się pasma górskie, których najwyższymi szczytami są: Egilsfjall (618 m n.p.m.), Gásafelli (477 m n.p.m.) oraz Sneis (747 m n.p.m.). Przez Válur przebiega rzeka Breiðá.

## Informacje ogólne

### Populacja
1 stycznia 2016 roku w Válur mieszkało 48 ludzi. W 1985 było ich pięćdziesięciu siedmiu, jednak liczba ta stopniowo spadała, szczególnie podczas kryzysu ekonomicznego na Wyspach Owczych w latach 90. XX wieku. Po nim nastąpił największy przyrost w historii Válur - w 1997 wyniosła ona sześćdziesiąt jeden osób, podczas gdy jeszcze dwa lata wcześniej było ich czterdziestu dziewięciu. Dwa lata później ponownie jednak osiągnęła ten sam poziom. Do 2005 nastąpił ponowny wzrost do 55 mieszkańców, a następnie stopniowy spadek do najniższej populacji w historii wsi - czterdziestu trzech osób w roku 2013. Obecnie, mimo krótkotrwałego przyrostu w 2014 liczba ludności maleje.
Spośród wszystkich 48 mieszkańców większość stanowią mężczyźni, których jest 29. Mieszkańcy w wieku przedprodukcyjnym stanowią 33% populacji, a osoby po sześćdziesiątym piątym roku życia 23%.

### Transport
Obok miejscowości przebiega droga krajowa numer dwadzieścia jeden, łącząca Vestmannę z mostem między Streymoy a Eysturoy w Kvívík oraz trasą na centrum administracyjne Wysp Owczych - Tórshavn. Przebiega przez nią trasa autobusu numer 100 z Tórshavn, jednak nie ma w niej przystanku, a najbliższy znajduje się w Vestmannie.